# Sauce poulette
La sauce poulette est une sauce classique de la cuisine française. 

## Composition
Elle est élaborée avec des champignons et une sauce allemande, puis additionnée de Noilly Prat, de jus de citron, de beurre et de persil ciselé.
Cette sauce peut accompagner des légumes mais est plus souvent servie avec des pieds de mouton.

## Histoire
L'historien Antoine de Baecque rappelle le rôle de la sauce poulette dans la légitimation du restaurant en France. En 1766, un restaurateur du nom de Boulanger sert un pied de cochon à la sauce poulette ; il se voit attaqué en justice par des traiteurs et rôtisseurs qui avaient jusque-là le monopole des viandes cuites. L'enjeu est alors de savoir si la viande est cuite dans la sauce (on aurait alors un ragoût) ou si la poulette n'est qu'un nappage. Le Parlement de Paris tranche finalement en faveur du restaurateur, affirmant que ses plats « n'ont rien à voir avec les ragoûts que servent les traiteurs et qu'ils ne peuvent leur faire concurrence ». L'affaire a fait tant de bruit que la sauce poulette est devenue célèbre en quelques jours et que Louis XV se la fait servir à Versailles.